# Liste der Monuments historiques in Chérac
Die Liste der Monuments historiques in Chérac führt die Monuments historiques in der französischen Gemeinde Chérac auf.

## Liste der Bauwerke
| Bezeichnung                  | Beschreibung                                                                                        | Standort                      | Kennzeichnung | Schutzstatus | Datum | Bild           |
| ---------------------------- | --------------------------------------------------------------------------------------------------- | ----------------------------- | ------------- | ------------ | ----- | -------------- |
| Château de Dion              | Schloss, 16. Jahrhundert, im 18. Jahrhundert umgebaut                                               | Dion (Lage)                   | PA17000097    | Inscrit      | 2012  | weitere Bilder |
| Kirche St-Gervais-St-Protais | Ende des 12. Jahrhunderts                                                                           | (Lage)                        | PA00104649    | Inscrit      | 1925  | weitere Bilder |
| Maison de la Gaieté          | ehemaliges Café mit Festsaal, 17. Jahrhundert, Fassaden- und Innengestaltung zwischen 1937 und 1953 | 4, route des Mosaïques (Lage) | PA17000102    | Inscrit      | 2015  |                |

## Liste der Objekte
| Bezeichnung                     | Beschreibung                                      | Standort                                   | Kennzeichnung | Schutzstatus | Datum | Bild |
| ------------------------------- | ------------------------------------------------- | ------------------------------------------ | ------------- | ------------ | ----- | ---- |
| Ölgemälde Der ungläubige Thomas | Ölgemälde, vergoldete Holzrahmen, 18. Jahrhundert | in der Kirche St-Gervais-St-Protais (Lage) | PM17002007    | Inscrit      | 2001  |      |